# Emelinus butleri
Emelinus butleri är en skalbaggsart som beskrevs av Werner 1956. Emelinus butleri ingår i släktet Emelinus och familjen ögonbaggar. Inga underarter finns listade i Catalogue of Life.